# Akromesomele Dysplasie Typ Grebe
Die Akromesomele Dysplasie Typ Grebe (AMDG) ist eine Form der sehr seltenen, zu den angeborenen Skelettdysplasien gehörigen akromesomelen Dysplasie.
Synonyme sind: Chondrodysplasie Typ Grebe; Grebe Chondrodysplasie; Grebe Dysplasie; englisch Achondrogenesis, Brazilian; veraltet: Achondrogenesis, Type II
Die Namensbezeichnung bezieht sich auf die Erstbeschreibung durch Hans Grebe.

## Verbreitung
Die Häufigkeit ist nicht bekannt, die Vererbung erfolgt autosomal-rezessiv.

## Ursache
Der Erkrankung liegen Mutationen im  GDF5-Gen auf Chromosom 20 Genort q11.22 zugrunde, welches für das Knorpel-ständige morphogenetische Protein 1 (CDMP-1) kodiert.
Das gleiche Gen ist auch beim  Typ Hunter-Thompson (AMDH) sowie bei der Brachydaktylie Typ C verändert.

## Klinische Erscheinungen
Klinische Kriterien sind:
- Manifestation im Neugeborenenalter
- ausgeprägter Kleinwuchs, Verkürzung und Deformierung der Extremitäten
- Gesicht, Wirbelsäule und  Intelligenz normal

## Diagnose
Die Diagnose basiert auf den klinischen und radiologischen Befunden (verkürztes deformiertes Schienbein, Radius und Ulna, Fusionen in Hand- und Fußwurzel, Fehlen von einzelnen Knochen in Hand und Fuß) und der genetischen Untersuchung.